# 講談社絵本新人賞
講談社絵本新人賞（こうだんしゃえほんしんじんしょう）は、講談社が主催する公募新人賞である。応募作品は原則として、幼児・児童を読者対象とした自作未発表の創作絵本作品（絵と文の合作の場合も、おのおの自作未発表の作品）とする。単行本として絵本を商業出版(自費出版・共同出版を除く)した実績のある者は応募できない。
受賞者には正賞として賞状・記念品、副賞として50万円が授与され、講談社より単行本として刊行される。

## 受賞作一覧

### 第1回 - 第10回
| 回     | 年     | 作品                   | 作者       |
| ------ | ------ | ---------------------- | ---------- |
| 第1回  | 1979年 | 該当作なし             | 該当作なし |
| 第2回  | 1980年 | ゆき                   | 佐々木潔   |
| 第3回  | 1981年 | 該当作なし             | 該当作なし |
| 第4回  | 1982年 | イバラードの旅         | 井上直久   |
| 第5回  | 1983年 | おばあちゃんのえんがわ | 野村高昭   |
| 第6回  | 1984年 | 該当作なし             | 該当作なし |
| 第7回  | 1985年 | 該当作なし             | 該当作なし |
| 第8回  | 1986年 | ぼくおしっこできないの | 上岡純子   |
| 第9回  | 1987年 | 該当作なし             | 該当作なし |
| 第10回 | 1988年 | サーカスへいったねこ   | 会田文子   |

### 第11回 - 第20回
| 回     | 年     | 作品                            | 作者               |
| ------ | ------ | ------------------------------- | ------------------ |
| 第11回 | 1989年 | ＣＵＭＵＬＵＳＥＴ ＮＵＡＧＥＳ | シルビア・マドーニ |
| 第12回 | 1990年 | ゆめ                            | 白鳥晶子           |
| 第13回 | 1991年 | こうへいみませんでしたか        | 藤本智彦           |
| 第14回 | 1992年 | ふしぎなカーニバル              | 秋山匡             |
| 第15回 | 1993年 | グリーン・グリーン・ソング      | 田中ゆかり         |
| 第16回 | 1994年 | しろいへびでんせつ              | 山下けんじ         |
| 第17回 | 1995年 | 該当作なし                      | 該当作なし         |
| 第18回 | 1996年 | ハワイの３にんぐみ              | 笹尾俊一           |
| 第19回 | 1997年 | トカゲのすむ島                  | 串井てつお         |
| 第20回 | 1998年 | かみをきってみようかな          | 足立寿美子         |

### 第21回 - 第30回
| 回     | 年     | 作品                                   | 作者           |
| ------ | ------ | -------------------------------------- | -------------- |
| 第21回 | 1999年 | ガボンバのバット                       | 牛窪良太       |
| 第22回 | 2000年 | 該当作なし                             | 該当作なし     |
| 第23回 | 2001年 | 該当作なし                             | 該当作なし     |
| 第24回 | 2002年 | むしゃむしゃ武者                       | 藤川智子       |
| 第25回 | 2003年 | へんてこおさんぽ                       | 中谷靖彦       |
| 第26回 | 2004年 | 該当作なし                             | 該当作なし     |
| 第27回 | 2005年 | おもちのきもち                         | 加岳井広       |
| 第28回 | 2006年 | つぎはぎおばあさんきょうもおおいそがし | たかしまなおこ |
| 第29回 | 2007年 | たこやきかぞく                         | にしもとやすこ |
| 第30回 | 2008年 | あっぱれ！てるてる王子                 | コマヤスカン   |

### 第31回 - 第40回
| 回     | 年     | 作品                         | 作者                         |
| ------ | ------ | ---------------------------- | ---------------------------- |
| 第31回 | 2009年 | 該当作なし                   | 該当作なし                   |
| 第32回 | 2010年 | ぼくとおおはしくん           | 久世早苗                     |
| 第33回 | 2011年 | シールのかくれんぼ           | 定岡フミヤ                   |
| 第34回 | 2012年 | きいの家出                   | 種村有希子                   |
| 第35回 | 2013年 | てがみぼうやのゆくところ     | 加藤晶子                     |
| 第36回 | 2014年 | ほしじいたけ ほしばあたけ    | 石川基子                     |
| 第37回 | 2015年 | ピカゴロウ                   | ひろたみどり・ひろただいさく |
| 第38回 | 2016年 | ピアノ                       | はまぎしかなえ               |
| 第39回 | 2017年 | いっぺん やって みたかってん | はっとりひろき               |
| 第40回 | 2018年 | まよなかのせおよぎ           | 近藤未奈                     |

### 第41回 - 第50回
| 回     | 年     | 作品               | 作者             |
| ------ | ------ | ------------------ | ---------------- |
| 第41回 | 2019年 | にんじゃいぬタロー | 渡辺陽子         |
| 第42回 | 2021年 | タコとだいこん     | 伊佐久美         |
| 第43回 | 2022年 | まよいぎょうざ     | 玉田美知子       |
| 第44回 | 2023年 | 福の神             | みやもとかずあき |
| 第45回 | 2024年 | どんぐりず         | はたなおや       |

## 選考委員
- 現在：苅田澄子、北見葉胡、藤本ともひこ、三浦太郎、幼児図書編集長
- 過去の選考委員：荒井良二、黒井健、高畠純、立原えりか、和歌山静子、石津ちひろ、きたやまようこ　など